# フランソワ・ペルー
フランソワ・ペルー（フランス語: François Perroux、1903年12月19日 - 1987年6月2日）は、フランスの経済学者。

## 経歴
1903年、リヨンで生まれた。リヨン大学法学部政治学科に進学し、首席で卒業して博士号を取得。
リヨン大学教授(1928〜1937年)、パリ大学(1935〜1955)、パリ政治学院、コレージュ・ド・フランスの教授を歴任。1944年に応用経済科学研究所（後に応用数学経済科学研究所 : Institut de sciences mathématiques et économiques appliquées) を創設する。

## 研究内容・業績
雑誌「経済と社会」を発刊、ドイツの経済学者シュンベーターの経済学を発展させ、“ペルー学派”を築いた。 ペルー経済学は社会の構造的分析を特徴とし、権力関係など経済における非経済的要因の役割を重視し、第三世界の経済学者にも大きな影響を与えた。 著書には「シユンペーターの経済思想」（35年）、「20世紀の経済」（61年）、「経済進歩の一般理論」 （56～57年）などがある。70年代に首相を務めたレイモン・バール氏の博士論文指導教官でもある。